# بوركوم ريف
بوركوم ريف، هي علامة تجارية لتبغ الغليون يتم تصنيعها في الدنمارك لصالح مجموعة الدخان الاسكندنافية. 

## التاريخ

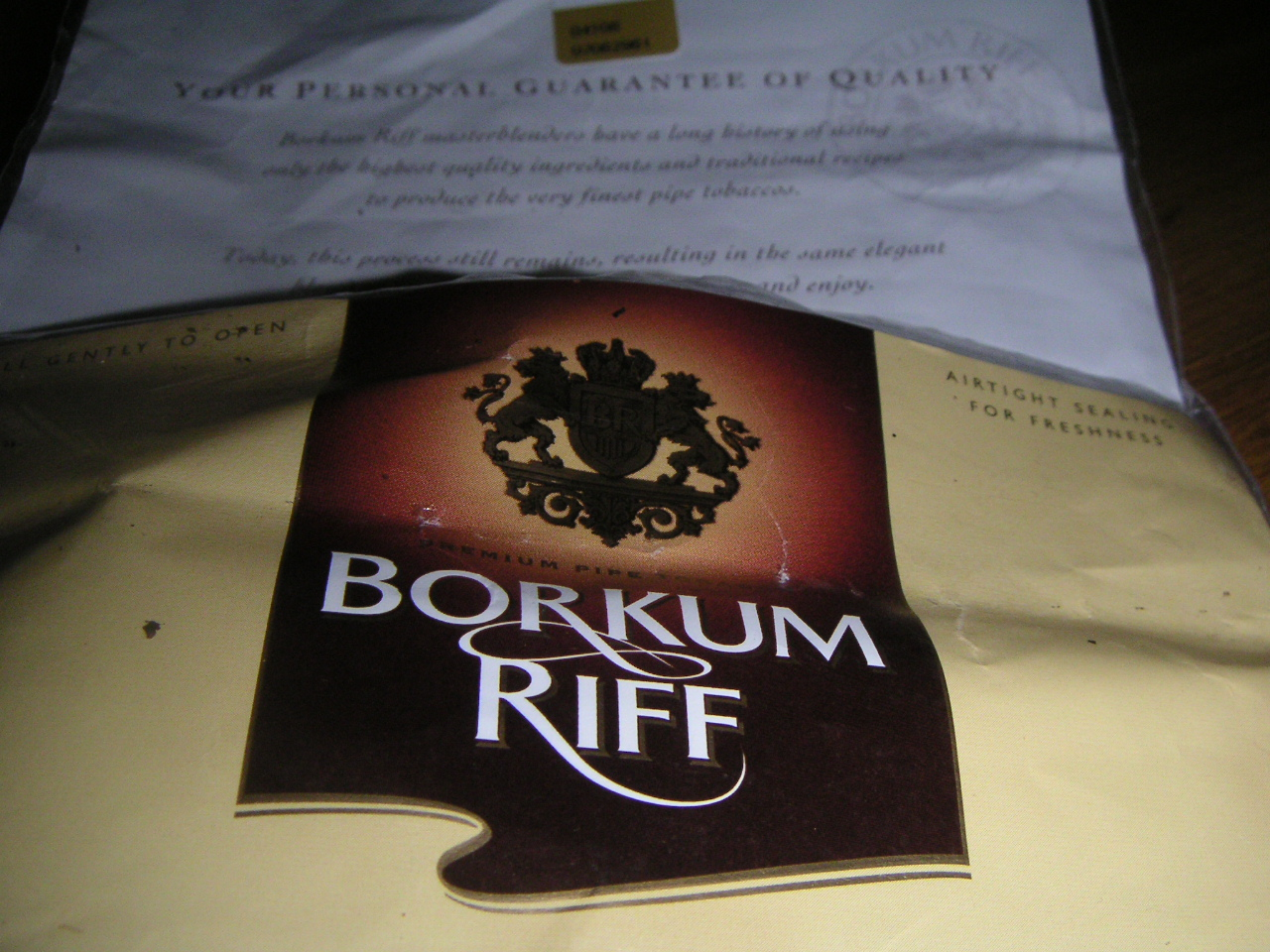
علبة من تبغ الغليون بالفانيليا من بوركوم ريف

تبغ بوركوم ريف تم اطلاقه في السويد في الستينات.كان مزيجا مقطع خشن من انواع التبغ فيرجينيا وبيرلي. تم تطوير مزيج التبغ بواسطة بيرتيل سانديجارد بهدف استهداف سوق تبغ الأنابيب في الولايات المتحدة.المبيعات الاولبة كانت بطيئة لكن ولكن عندما تم تقديم مزيج ويسكي بوركوم ريف بوربون بنجاح في الولايات المتحدة في عام 1969، زادت المبيعات.منذ لك الوقت تم تقديم نكهات جديدة وغلافات جديدة. في الوقت الحالي، يتم بيع بوركوم ريف أيضًا في الهند وكندا وأستراليا وسويسرا والنرويج وإسبانيا ونيوزيلندا واليابان وفرنسا وإيطاليا وألمانيا، بالإضافة إلى العديد من الأسواق الأخرى حول العالم. ومع ذلك، فإن أكبر سوق لبوركوم ريف لا يزال في الولايات المتحدة. في الوقت الحالي، بوركوم ريف، الذي يُصنع في الدنمارك لصالح سويديش ماتش، هو ثالث أكبر منتج للتبغ في السوق السويدية. في عام 2011، تغيرت ملكية Borkum Riff إلى مجموعة التبغ الاسكندنافية.
كانت بوركوم ريف منارة تقع عند 53° 58' شمالاً و6° 22' شرقًا في هيليغولاند بايت قبالة الساحل الهولندي في بحر الشمال. كانت هذه المنارة علامة بارزة للبحارة وكانت معروفة جيدًا لمستمعي الراديو في السويد، حيث كانت تُذكر عدة مرات في تقارير الطقس يوميًا. كانت سفينة المنارة السابقة المسماة بوركوم ريف مستخدمة من عام 1960 إلى عام 1964 كأول سفينة إذاعية لراديو فيرونيكا، والتي أصبحت أول محطة إذاعية بحرية في هولندا.

## التصنيع
التبغ يتم تصنيعه نيابةً عن شركة سويديش ماتش في مصنع أورليك التابع لمجموعة التبغ الإسكندنافية في أسنس، الدنمارك. في السابق، كان يتم إنتاجه بواسطة شركة ماك بارن على خط إنتاج مخصص.